# Pancurmas Unit Jaya
Pancurmas Unit Jaya is een bestuurslaag in het regentschap Empat Lawang van de provincie Zuid-Sumatra, Indonesië. Pancurmas Unit Jaya telt 435 inwoners (volkstelling 2010).